# The Flock (album)
| Recensione              | Giudizio    |
| ----------------------- | ----------- |
| AllMusic                | [ 1 ]       |
| Dizionario del Pop-Rock | [ 2 ]       |
| Sputnikmusic            | 3.5 (Great) |
| Piero Scaruffi          | [ 4 ]       |
| Debaser                 | [ 5 ]       |

The Flock è il primo album del gruppo musicale statunitense The Flock, pubblicato dalla Columbia Records nell'agosto del 1969.

## Tracce
Tutti i brani sono stati composti da Fred Glickstein, eccetto dove indicato.
Lato A
1. Introduction – 4:50
2. Clown – 7:42
3. I Am the Tall Tree – 5:37
4. Tired of Waiting – 4:35 (Ray Davies)

Lato B
1. Store Bought - Store Thought – 7:00
2. Truth – 15:25

## Musicisti
Introduction
- Fred Glickstein - chitarra
- Jerry Goodman - violino
- Jerry Smith - basso
- Ron Karpman - batteria
- Rick Canoff - sassofono tenore
- Tom Webb - sassofono tenore
- Frank Posa - tromba

Clown
- Fred Glickstein - chitarra, voce solista
- Jerry Goodman - violino, voce
- Jerry Smith - basso
- Ron Karpman - batteria
- Tom Webb - sassofono tenore
- Rick Canoff - sassofono tenore, voce
- Frank Posa - tromba

I Am the Tall Tree
- Fred Glickstein - chitarra, chitarra acustica a 12 corde, voce solista
- Jerry Goodman - violino, voce
- Jerry Smith - basso, voce
- Ron Karpman - batteria
- Rick Canoff - sassofono tenore, voce
- Tom Webb - sassofono tenore
- Frank Posa - tromba

Tired of Waiting
- Fred Glickstein - chitarra, voce solista
- Jerry Goodman - violino, voce
- Jerry Smith - basso
- Ron Karpman - batteria
- Rick Canoff - sassofono tenore
- Tom Webb - maracas
- Frank Posa - tromba

Store Bought - Store Thought
- Fred Glickstein - chitarra, chitarra acustica a 12 corde, chitarra elettrica a 12 corde, voce solista
- Jerry Goodman - chitarra, chitarra acustica a 12 corde, voce
- Jerry Smith - basso, voce
- Ron Karpman - batteria
- Rick Canoff - sassofono tenore, voce
- Tom Webb - flauto, sassofono tenore, voce
- Frank Posa - tromba

Truth
- Fred Glickstein - chitarra, voce solista
- Jerry Goodman - violino
- Jerry Smith - basso
- Ron Karpman - batteria
- Rick Canoff - sassofono tenore
- Tom Webb - armonica, sassofono tenore
- Frank Posa - tromba

Note aggiuntive
- John McClure - produttore
- Registrazioni effettuate al Columbia Records Studio di New York City, New York
- Art Kendy e Don Puluse - ingegneri delle registrazioni
- Don Hunstein - fotografia copertina frontale album
- Bob Jackson - fotografia retrocopertina album
- Ringraziamento speciale a: Aaron Russo (chief guru and shepherd)
- John Mayall - note di retrocopertina album[8]